# Internationale Kommission für Städtegeschichte
Die Internationale Kommission für Städtegeschichte (französisch Commission Internationale pour l’Histoire des Villes – CIHV; englisch International Commission for the History of Towns – ICHT) ist ein europäisches Netzwerk von Forschern und ein wissenschaftliches Forum für die vergleichende Stadtgeschichtsforschung.

## Hintergrund
Vor dem Hintergrund, dass Städte in der historischen Forschung tendenziell in Einzelstudien, im regionalen Rahmen und aus nationalen Perspektiven untersucht werden, stellt die Kommission das europäische Städtewesen als historisches Phänomen in den Mittelpunkt. Dementsprechend fördert sie die Grundlagenforschung auf europäischer Ebene und konturiert den Gegenstandsbereich anhand von Tagungen und Publikationen, die den Vergleich als Methode betonen.
Die Kommission wurde auf dem Internationalen Historikertag in Rom (4. – 11. September 1955) auf Betreiben von Hektor Ammann (1894–1967) und Edith Ennen (1907–1999) durch Beschluss des Comité International des Sciences Historiques ins Leben gerufen. In jährlichen Generalversammlungen, erstmals 1956 in Dijon abgehalten, stellte sie ein drei Projekte umfassendes gemeinsames Programm auf: Es umfasste ein Quellenwerk zur hochmittelalterlichen Stadtentwicklung („Elenchus fontium historiae urbanae“), stadtgeschichtliche Bibliographien und die Edition historischen Karten- und Bildmaterials in Städteatlanten (engl. historic towns atlases). Während die ersten beiden Unternehmungen nach einer Reihe einschlägiger Publikationen eingestellt wurden, haben sich die Städteatlanten zu einem dauerhaft wegweisenden Projekt entwickelt. In ihrer Gesamtheit bilden sie einen «Europäischen Städteatlas». Wesentlichen Anteil am Erfolg des Städteatlas-Projekts hat die seit 1993 bestehende Atlas-Arbeitsgruppe der Kommission.
Die aktuellen Statuten sehen vor, dass maximal 70 internationale und bis zu 10 interkontinentale Vollmitglieder (mit Wahlrecht) sowie Ehrenmitglieder die Kommission bilden; die Anzahl der von den einzelnen europäischen Ländern jeweils zu stellenden Mitglieder ist festgelegt. Die Hauptsprachen der Kommission sind das Englische, Französische und Deutsche. Die Kommission wählt nach einem festgelegten Rhythmus einen Vorstand, der die anstehenden Geschäfte (wie Tagungen, Buchprojekte, Mitgliedschaften) betreut. Die Generalversammlung beschließt auf Vorschlag von Mitgliedern für die Periode zwischen den Internationalen Historikerkongressen jeweils einen gemeinsamen Forschungsschwerpunkt (2016–2019: „Wesentliche Funktionalitäten städtischer Räume im Wandel“).

## Präsidenten
- Hermann Aubin, Universität Hamburg [1885–1969] (1956–1958)
- Hektor Ammann, Universität Saarbrücken [1894–1967] (1959–1967)
- Philippe Wolff, Universität Toulouse [1913–2001] (1968–1980)
- Sergij Vilfan, Universität Ljubljana [1919–1996] (1981–1991)
- Adriaan Verhulst, Universität Gent [1929–2002] (1992–2001)
- Thomas Riis, Universität Kiel [geb. 1941] (2002–2006)
- Michel Pauly, Universität Luxemburg [geb. 1952] (2007–2016)
- Roman Czaja, Universität Toruń [geb. 1960] (2017–)

## Generalversammlungen
Budapest 2019; Salzburg 2018; Krakau/Kraków 2017; Kiel 2016; Zürich 2015; Clermont-Ferrand 2014; Lissabon 2013; Prag 2012; Sibiu/Hermannstadt 2011; Amsterdam 2010; Helsinki 2010; Luxemburg 2009; Lecce 2008; London 2007; Zagreb 2006; Kiel 2005; Münster/Westfalen 2004; Wien 2003; Toruń 2002; Bologna 2001; Oslo 2000; Bordeaux 1999; Spa 1998; Saloniki 1997; Bern 1996; Montreal 1995; Sigtuna 1994; Trier 1993; Alphen am Rhein/Alphen aan den Rijn 1992; Meißen 1991; Linz 1990; Madrid 1990; Helsingör/Helsingør 1989; Andorra 1988; Helsinki 1987; Bologna 1986; Stuttgart 1985; Dublin 1984; Linz 1983; Saloniki 1982; Leningrad 1981; Bukarest/Bucureşti 1980; Brüssel/Bruxelles 1979; Münster/Westfalen 1978; Varna 1977; Aarhus 1976; San Francisco 1975; Skofja Loka – Laibach/Ljubljana 1974; Ferrara 1973; Budapest 1972; Barcelona 1971; Moskau/Moskwa 1970; Salzburg 1969; Oxford 1968; Engelberg 1967; Warschau/Warszawa 1966; Wien 1965; Dordrecht 1964; Verona 1963; Esslingen 1962; Toulouse 1961; Brugge 1959; Freiburg im Uechtland/Fribourg 1958; Maastricht 1957; Dijon 1956.

## Neuere Publikationen der Jahrestagungen
- Peter Johanek, Heinz Stoob (Hg.): Europäische Messen und Märktesysteme in Mittelalter und Neuzeit (Städteforschung A/39), Köln/Weimar/Wien 1996.
- Destruction et reconstruction de villes, du Moyen Age à nos jours. Actes/Verwoesting en Wederopbouw van Steden, van de Middeleeuwen tot heden: Handelingen. 18e colloque international/18de internationaal colloquium: Spa, 10–12.IX.1996 (Collection Histoire, 100), Bruxelles 1999.
- Martin Körner (Hg.): Stadtzerstörung und Wiederaufbau / Destruction and reconstruction of towns/Destruction et reconstruction des villes, 3 Bände. Bern 1999–2000.
- Francesca Bocchi, Rosa Smurra (Hg.): Imago urbis. L’immagine della città nella storia d’Italia. Atti del convengno internazionale (Bologna 5–7 settembre 2001, Roma 2003).
- Ferdinand Opll (Hg.): Bild und Wahrnehmung der Stadt (Beiträge zur Geschichte der Städte Mitteleuropas 19), Linz 2004.
- Roman Czaja (Hg.): Das Bild und die Wahrnehmung der Stadt und der städtischen Gesellschaft im Hanseraum im Mittelalter und in der frühen Neuzeit. Toruń 2004.
- Franz Irsigler, Michel Pauly (Hrsg.): Messen, Jahrmärkte und Stadtentwicklung in Europa/Foires, marchés annuels et développement urbain en Europe (Beiträge zur Landes- und Kulturgeschichte, 5 / Publications du CLUDEM 17), Trier 2007.
- Neven Budak, Finn-Einar Eliassen, Katalin Szende (Hg.): Towns and Communication. Zagreb 2009.
- Ferdinand Opll, Christoph Sonnlechner (Hg.): Europäische Städte im Mittelalter (Forschungen und Beiträge zur Wiener Stadtgeschichte 52), Wien 2010.
- Michel Pauly, Martin Scheutz (Hg.): Cities and their spaces. Concepts ans their Use in Europe (Städteforschung A/88). Köln/Wien 2014.
- Jean-Luc Fray, Michel Pauly, Magda Pinheiro, Martin Scheutz (Hg.): Urban Spaces and the Complexity of Cities (Städteforschung A/97), Köln-Wien 2018.
- Gerhard Fouquet, Ferdinand Opll, Sven Rabeler, Martin Scheutz (Hg.): Social Functions of Urban Spaces through the Ages / Soziale Funktionen städtischer Räume im Wandel (Residenzenforschung Neue Folge : Stadt und Hof 5), Ostfildern 2018.
- Martina Stercken, Christian Hesse (Hg.): Kommunale Selbstinszenierungen. Städtische Konstellationen zwischen Mittelalter und Neuzeit (Medienwandel, Medienwechsel, Medienwissen 40), Zürich 2018.